# Molophilus exquisitus
Molophilus exquisitus là một loài ruồi trong họ Limoniidae. Chúng phân bố ở miền Australasia.